# Harlan County, Kentucky
Harlan County är ett administrativt område i delstaten Kentucky, USA, med 29 278 invånare. Den administrativa huvudorten (county seat) är Harlan. 
Harlan är bland annat känt för oroligheter bland arbetare, i synnerhet gruvarbetare. Detta hr skildrats bland annat i den Oscarsbelönade dokumentärfilmen Harlan County, USA (1976) och TV-filmen Harlan County War (2000).

## Geografi
Enligt United States Census Bureau har countyt en total area på 1 212 km². 1 210 km² av den arean är land och 2 km² är vatten. 

### Angränsande countyn
- Perry County - nord
- Letcher County - nordost
- Wise County, Virginia - öst
- Lee County, Virginia - sydost
- Bell County - sydväst
- Leslie County - nordväst